# Embolectomie
 (juillet 2023).
Si vous disposez d'ouvrages ou d'articles de référence ou si vous connaissez des sites web de qualité traitant du thème abordé ici, merci de compléter l'article en donnant les références utiles à sa vérifiabilité et en les liant à la section « Notes et références ».
Une embolectomie est une intervention chirurgicale qui consiste à retirer un corps étranger circulant (l'embole) ou une substance obstruant un vaisseau sanguin. Lorsque l'obstruction est due à un caillot de sang, celui-ci porte le nom de thrombus, et l'intervention s'appelle alors une thrombectomie.

## Indications
Dans le cas d'un caillot de sang, une embolectomie est pratiquée quand la prise de médicaments anticoagulants est trop dangereuse (risque d'hémorragie) ou ne dissout pas le caillot. Si un caillot immobile ne peut être retiré, on peut toutefois le déplacer pour corriger certains problèmes (exemple : un caillot rétinien qui entrave la vue).[réf. nécessaire]
Dans le cas d'une bulle d'air (embolie gazeuse), seule une embolectomie permet de guérir le patient. Une fois la bulle localisée ou déplacée vers un endroit propice à son retrait, on utilise une seringue pour perforer la bulle.[réf. nécessaire]